# McCauley Cabin
Pour les articles homonymes, voir McCauley.
La McCauley Cabin est une cabane américaine située dans le comté de Tuolumne, en Californie. Construite en 1902 par John McCauley, elle est la propriété du Sierra Club de 1912 à 1973. Protégée au sein du parc national de Yosemite, elle est inscrite au Registre national des lieux historiques depuis le 8 mars 1977.